# Zamarada umbra
Zamarada umbra is een vlinder uit de familie spanners (Geometridae). De wetenschappelijke naam van deze soort is voor het eerst geldig gepubliceerd in 2006 door Pierre-Baltus.
De soort komt voor in tropisch Afrika.